# Limetz-Villez
Limetz-Villez är en kommun i departementet Yvelines i regionen Île-de-France i norra Frankrike. Kommunen ligger i kantonen Bonnières-sur-Seine som tillhör arrondissementet Mantes-la-Jolie. År 2022 hade Limetz-Villez 2 067 invånare.

## Befolkningsutveckling
Antalet invånare i kommunen Limetz-Villez
| Referens: INSEE |